# Колосово (Вологодская область)
Колосово — деревня в Вашкинском районе Вологодской области.
Входит в состав Роксомского сельского поселения, с точки зрения административно-территориального деления — в Роксомский сельсовет.
Расстояние по автодороге до районного центра Липина Бора — 23 км, до центра муниципального образования деревни Парфеново — 3 км. Ближайшие населённые пункты — Вьюшино, Ильинское, Мыс.
По данным переписи в 2002 году постоянного населения не было.